# 一反木綿

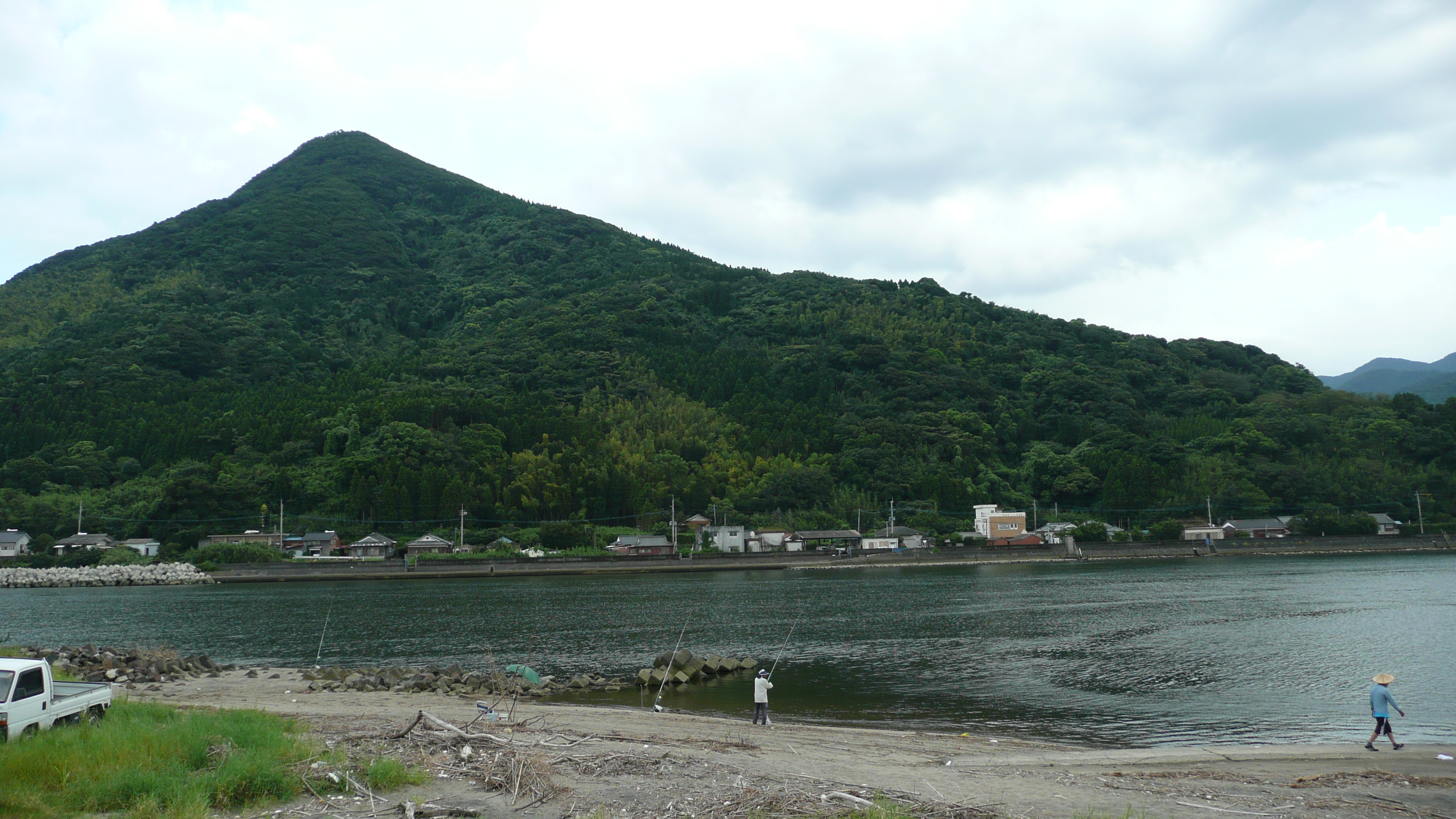
一反木綿が棲むという権現山（鹿児島県肝付町）

一反木綿（いったんもんめん）は、鹿児島県肝属郡高山町に伝わる妖怪。伝承地では「いったんもんめ」「いったんもんめん」とも呼ばれる。

## 概要
地元出身の教育者・野村伝四と民俗学者・柳田國男との共著による『大隅肝属郡方言集』にあるもので、約一反の木綿のようなものが夕暮れ時にヒラヒラと飛んで、人を襲うとされる。首に巻きついたり、顔を覆ったりして窒息死させるともいわれており、巻かれた反物のような状態でくるくる回りながら素早く飛来し、人を体に巻き込んで空へ飛び去ってしまうともいう。ある男が夜に家路を急いでいたところ、白い布が飛んで来て首に巻きつき、脇差で布を切りつけたところ、布は消え、男の手には血が残っていたという話もある。
出没の伝えられる地方では、子供が遅くなるまで遊んでいると「一反木綿が出るよ」と言って戒める風習もあったそうである。また、肝付町では一反木綿がよく現れるといわれる神社があり、子供たちがその神社の前を通るときには、上空を舞う一反木綿が最後尾の子供を襲うと信じられていたため、子供たちは誰よりも先に走って通り抜けたという。

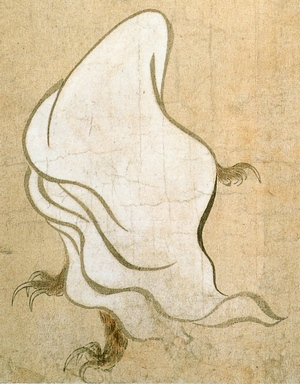
参考：土佐光信『百鬼夜行絵巻』にある布の妖怪

古典の妖怪絵巻『百鬼夜行絵巻』に描かれた妖怪の一つに、手足の生えた布状のものがあるが、民俗学者・小松和彦はこれを一反木綿のルーツにあたるものとの仮説を立てている。

## 近年の目撃談
妖怪研究家・山口敏太郎のもとに寄せられた情報によれば、近年においても一反木綿を思わせる布状の飛行物体の目撃談は多い。
伝承地の鹿児島では、低空を飛ぶ白い布のような物体が目撃されている。同じ九州の福岡県では、新幹線と併走するように猛スピードで飛ぶ一反木綿が、新幹線の乗客により目撃されている。
九州以外でも、東京都の東高円寺や荻窪でも目撃されている。東高円寺では犬の散歩中の女性が空を飛ぶ布を目撃し、しばし追跡したという。
静岡県である小学生が目撃したものは、透明なシーツ状でゆらゆらと動いており、全体の形状は長方形に近いが先端が尻尾状に細くなっていたという。
2004年には兵庫県のUFOビデオ撮影友の会が、六甲山上空に正体不明の布状の飛行物体を撮影した事例があり、その大きさは30メートルもの巨大なものだったという。
俳優・佐野史郎はドラマ『京極夏彦「怪」』の撮影中、撮影所の空に舞う一反木綿を目撃し、その姿は長く白い布状だったという。

## 正体
一反木綿の出現時は夕暮れ時とされるが、かつて、この時間帯は親が農作業などで1日中働いており、子供に目を配ることができないことから、一反木綿の話をして、遅くまで遊んでいては危ないと戒めていたものと見られている。また、この伝承地では土葬の際に木綿の旗を立てて弔う風習があり、これが風で飛んで空を舞うこともあったであろうことから、これが木綿の妖怪という伝承に繋がったものとも推測されている。
日本テレビの生活情報番組『所さんの目がテン!』での実験では、闇の中に50センチメートルほどの布を仕掛けて動かしたところ、それを見た者たちは平均2.19メートル、最長で6メートルと証言している。これは暗い中で白い物など明るい物が動くと、目の錯覚の一種である陽性残像により、動きに沿って残像が見えるためであり、同番組では夜間の森を飛ぶムササビがこの錯覚により、本来よりも長い姿に見え、一反木綿と見間違えられたという可能性が示唆されている。

## フィクションにおける一反木綿

境港市の水木しげるロードに設置された一反木綿のブロンズ像

一反木綿は古典の妖怪絵巻などによる妖怪画が確認されていないため、かつては比較的無名な妖怪だったが、水木しげるの漫画『ゲゲゲの鬼太郎』に登場してから一躍、名が知られることとなった。現在では同作での九州弁のトークと気のいい性格や、ユニークな飛行の姿などの理由で知名度も高く、人を襲うという本来の伝承とは裏腹に人気も高い。水木の出身地・鳥取県境港市の観光協会による「第1回妖怪人気投票」では1位に選ばれた。
なお水木の妖怪画では『鬼太郎』に登場するキャラクターのように、2つの目と2本の腕を持つ布の姿で描かれているため、同様に布に2つの目が描かれた妖怪画が一反木綿のイメージとして定着しているが、水木の妖怪画はあくまで創作であり、実際の伝承や前述の目撃談では目も腕もなく、単に布に似た飛行物体とされる。
『仮面ライダー響鬼』などの特撮ヒーロー作品では、本来の伝承を元にしつつ、外見や性格などに独自の味付けをし、主人公たちの敵キャラクターとして登場させているという例もある。
鹿児島県の郷土史家・竹ノ井敏は、地元からも忘れられつつある民話を子供たちに覚えてもらうため、2007年より一反木綿の紙芝居を製作して活動を始めている。

## 類例
一反木綿に類すると考えられている妖怪に、以下のものがある。ムササビが森の夜道を滑空し、人の顔にへばりついて驚かせたため、これらのような妖怪と見なされたとの説もある。
衾（ふすま）
佐渡島に江戸時代に多く出没したと伝わる妖怪。大きな風呂敷のような姿の妖怪で、夜道などでどこからともなく飛来し、いきなり通行人の頭にかぶさってくる。どんな鋭い刀でも切ることはできないが、一度でもお歯黒をつけた歯なら噛み切ることができる。そのため佐渡では、男性でもお歯黒をつける慣わしがあったといわれている。
布団かぶせ（ふとんかぶせ）
愛知県佐久島。民俗学者・柳田國男の著書に「フワッと来てスッと被せて窒息させる」とあるのみで、伝承が少なく謎が多いが、布団状のものが飛んできて顔面にかぶさって窒息させるものとの解釈もある。